# 布洛灣

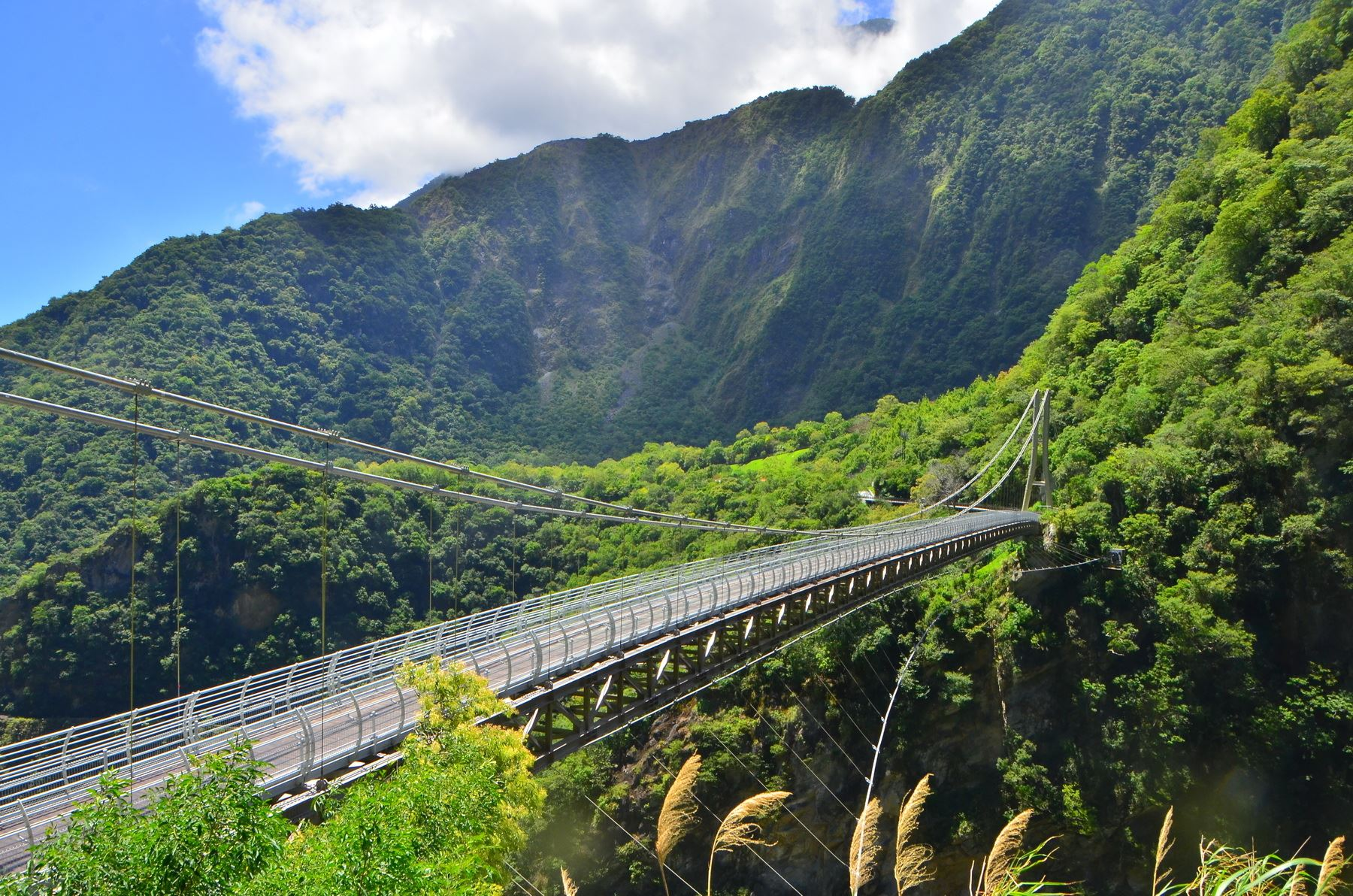
布洛灣吊橋與位於其後的布洛灣台地

布洛灣是位於臺灣花蓮縣太魯閣國家公園內立霧溪下游的大型雙層河階臺地。其名稱意为「追蹤獵物的地方」，亦說是「回音」，意即當人們站在布洛灣臺地邊緣向燕子口峽谷喊叫可聽到回音。這臺地曾經是太魯閣族人聚居的部落。現今太魯閣國家公園管理處在此成立管理站，規劃成原住民特色的園區，也是布洛灣吊橋的出入口。

## 地理
布洛灣分上、下兩臺地，高度相差30公尺。下臺地海拔約370公尺，布洛灣管理站設在這裡，提供遊客解說諮詢服務及遊憩訊息。下臺地可走環流丘步道繞行環流丘公園，往東可俯瞰溪畔水壩，往西可抵達山月吊橋，觀賞峽谷景致。上臺地採委外方式經營，規劃為住宿及研習中心。

## 外部連結
- 太魯閣國家公園 （页面存档备份，存于）（繁體中文）
- 布洛灣台地 （页面存档备份，存于），太魯閣國家公園
- 太魯閣國家公園的Facebook專頁